# باك تشول من (لاعب كرة قدم)
باك تشول من (بالكورية: 박철민 - وتكتب خطأ: بارك تشول مين - ولد في 10 ديسمبر 1988 في كوريا الشمالية) لاعب كرة قدم كوري شمالي دولي يجيد اللعب في خط الهجوم. يلعب حاليا لصالح نادي ريميونغسو الكوري الشمالي منذ 2007.

## روابط خارجية
- باك تشول مين على موقع الاتحاد الدولي (مؤرشف)  (الإنجليزية)
- باك تشول مين على موقع قاعدة بيانات كرة القدم.إي يو (الإنجليزية)
- باك تشول مين على موقع ناشيونال فوتبول تيمز (الإنجليزية)